# Artibeus toltecus
Artibeus toltecus е вид прилеп от семейство Американски листоноси прилепи (Phyllostomidae). Видът не е застрашен от изчезване.

## Разпространение
Разпространен е в Белиз, Гватемала, Коста Рика, Мексико, Никарагуа, Панама, Салвадор и Хондурас.

## Описание
Теглото им е около 15,5 g.